# Troubat
Troubat é uma comuna francesa na região administrativa de Occitânia, no departamento dos Altos Pirenéus. Estende-se por uma área de 2,79 km². Em 2010 a comuna tinha 74 habitantes (densidade: 26,5 hab./km²).